# Hanan Samet
Hanan Samet est un chercheur en informatique, professeur émérite à l'université du Maryland.

## Biographie
Hanan Samet a fait des études en génie électrique avec un bachelor à l'université de Californie à Los Angeles, et une master en recherche opérationnelle à l'université Stanford, où il a obtenu son doctorat en 1975 sous la direction de Vint Cerf (Automatically Proving the Correctness of Translations Involving Optimized Code),. Depuis 1975, il est à l'Université du Maryland. Il y travaille au Computer Vision Laboratory et au Center for Advanced Computer Studies.

## Recherche
Ses domaines de recherche sont l'algorithmique, l'intelligence artificielle, la vision par ordinateur et la perception artificielle, les bases de données et big data, la visualisation graphique, la recherche d'informations et les systèmes d'information géographique (SIG). Il s'intéresse aux systèmes d'information géographique, aux structures de base de données pour les données visuelles et spatiales, à la vision par ordinateur et à l'infographie. Son groupe de recherche a développé le système d'information géographique QUILT (basé sur des structures de données hiérarchiques comme les Quadtree, Octree), le système SAND qui intègre des données spatiales avec d'autres données et le navigateur SAND associé pour les bases de données spatiales.

## Prix
- 2020 Distinguished Career in Computer Science, Académie des sciences de Washington[1],[3]
- 2014 Prix W. Wallace McDowell (en) de IEEE[4]
- 2012 Prix Paris-Kanellakis[1],[5]
- 1996 Fellow de l'Association for Computing Machinery[1]
- 1996 Fellow International Association for Pattern Recognition[1]
- 1991 Fellow Institute of Electrical and Electronics Engineers[1]

## Publications
Samet a écrit trois livres de références :
- The design and analysis of spatial data structures, Addison-Wesley, 1990 (ISBN 0-201-50255-0)
- Applications of spatial data structures: computer graphics, image processing, and GIS, Addison-Wesley, 1990 (ISBN 0-201-50300-X)
- Foundations of multidimensional and metric data structures, Elsevier/Morgan-Kaufmann, 2006 (ISBN 0-12-369446-9)